# Jean Dutourd
Jean Dutourd (ur. 14 stycznia 1920 w Paryżu, zm. 17 stycznia 2011 tamże) – francuski pisarz. Konserwatysta i reakcjonista.

## Życiorys
Gdy miał siedem lat, zmarła jego matka. Piętnaście dni po inwazji Niemiec na Francję w 1940 dostał się do niewoli. Uciekł stamtąd sześć tygodni później i powrócił do Paryża. Studiował filozofię na Sorbonie.
Za swoje pierwsze dzieło Le Complexe de César wydane w 1946 otrzymał Nagrodę Stendhala. 
Zasiadał w jury konkursu głównego na 15. MFF w Cannes (1962). 30 listopada 1978 został wybrany do Académie française. W 1997 został członkiem Departamentu Literatury i Języka Serbskiej Akademii Nauk i Sztuk.

## Dzieła
- 1946 Le Complexe de César
- 1947 Le Déjeuner du lundi
- 1947 Galère
- 1948 L’Arbre
- 1950 Une tête de chien
- 1950 Le Petit Don Juan, traité de la séduction
- 1952 Au bon beurre, scènes de la vie sous l’Occupation
- 1955 Doucin
- 1956 Les Taxis de la Marne
- 1958 Le Fond et la Forme, essai alphabétique sur la morale et sur le style
- 1959 Les Dupes
- 1959 L’Âme sensible
- 1960 Le Fond et la Forme, tome II
- 1963 Rivarol, essai et choix de textes
- 1963 Les Horreurs de l’amour
- 1964 La Fin des Peaux-Rouges
- 1965 Le Demi-Solde
- 1965 Le Fond et la Forme, tome III
- 1967 Pluche ou l’Amour de l’art
- 1969 Petit Journal 1965-1966
- 1970 L’École des jocrisses
- 1971 Le Crépuscule des loups
- 1971 Le Paradoxe du critique
- 1972 Le Printemps de la vie
- 1972 Le Paradoxe du critique, suivi de Sept Saisons
- 1973 Carnet d’un émigré
- 1976 2024
- 1977 Mascareigne
- 1977 Cinq ans chez les sauvages
- 1978 Les Matinées de Chaillot
- 1978 Les Choses comme elles sont
- 1979 Œuvres complètes, tome I
- 1980 Mémoires de Mary Watson
- 1980 Le Bonheur et autres idées
- 1981 Un ami qui vous veut du bien
- 1982 De la France considérée comme une maladie
- 1983 Henri ou l’Éducation nationale
- 1983 Le Socialisme à tête de linotte
- 1984 Œuvres complètes, tome II
- 1984 Le Septennat des vaches maigres
- 1985 Le Mauvais Esprit, entretiens avec J.-É. Hallier
- 1985 La Gauche la plus bête du monde
- 1986 Conversation avec le Général
- 1986 Contre les dégoûts de la vie
- 1986 Le Spectre de la rose
- 1987 Le Séminaire de Bordeaux
- 1989 Ça bouge dans le prêt à porter
- 1990 Conversation avec le Général
- 1990 Loin d’Édimbourg
- 1990 Les Pensées
- 1991 Portraits de femmes
- 1992 Vers de circonstances
- 1993 L’Assassin
- 1994 Domaine public
- 1994 Le Vieil Homme et la France
- 1995 Le Septième Jour, récits des temps bibliques
- 1996 Le Feld Maréchal von Bonaparte
- 1996 Scènes de genre et tableaux d’époque
- 1997 Scandale de la vertu
- 1997 Trilogie française (Le Séminaire de Bordeaux, Portraits de femmes, l'Assassin)
- 1997 Journal des années de peste : 1986-1991
- 1998 Grand chelem à cœur
- 1999 À la recherche du français perdu
- 2000 Jeannot, mémoires d’un enfant
- 2001 Le Siècle des Lumières éteintes
- 2002 Dutouriana
- 2004 Journal intime d'un mort
- 2006 Les perles et les cochons